# 鈴木政紀
鈴木 政紀（すずき まさのり、1968年9月15日 - ）は東京都出身の元サッカー選手、サッカー及びフットサル指導者。
プロ選手時の名前は「鈴木 将方」（読みは同じ）。

## 来歴・人物
国士舘大学から東芝に入社してサッカー部へ。1993年にホルヘ・デリー・バルデスとコンビを組んで活躍したことがきっかけで認められ、1994年にジャパンフットボールリーグからJリーグに昇格したジュビロ磐田に移籍。それを契機に「政紀」から「将方」に改名した。
この年は中山雅史やサルバトーレ・スキラッチらフォワード陣が故障がちだったこともあり、Jリーグ1年目の磐田を引っ張る活躍を見せた。翌年以降は「ゴン・トト」の2トップが定着したため、途中出場やミッドフィールダーでの出場が多くなった。1996年以降は負傷のために出場機会が減り、1997年引退。
その後浜松でフットサルクラブ・セレゾン浜松フットサルクラブの責任者となってフットサル指導者へと転じた。その後Fリーグのデウソン神戸で監督を務めていたが、2009年1月に辞任。セレゾン浜松のスタッフに復帰、静岡県フットサルリーグでは選手としてもプレー。

## 選手時代
特に左サイドの突破を得意とする小柄なストライカー。桂秀樹（横浜フリューゲルス）や向島建（清水エスパルス、東芝時代には鈴木と一緒にプレーしていた）と共に、チビっ子Jリーガーとして人気を博した。
身体能力の高さを生かして空中戦も強く、相手ディフェンダーの肩に乗っかりながら決めたヘディングシュートやバックヘッドは印象的。

## 所属クラブ
- 府ロクサッカー少年団（現 府ロクサッカークラブ）
- 1984年-1986年 堀越高等学校
- 1987年-1990年 国士舘大学サッカー部
- 1991年-1993年 東芝サッカー部
- 1994年-1997年 ジュビロ磐田

## 個人成績
| 国内大会個人成績 | 国内大会個人成績 | 国内大会個人成績 | 国内大会個人成績 | 国内大会個人成績 | 国内大会個人成績           | 国内大会個人成績 | 国内大会個人成績  | 国内大会個人成績 | 国内大会個人成績 | 国内大会個人成績 | 国内大会個人成績 |
| 年度             | クラブ           | 背番号           | リーグ           | リーグ戦         | リーグ戦                   | リーグ杯         | リーグ杯          | オープン杯       | オープン杯       | 期間通算         | 期間通算         |
| 年度             | クラブ           | 背番号           | リーグ           | 出場             | 得点                       | 出場             | 得点              | 出場             | 得点             | 出場             | 得点             |
| 日本             | 日本             | 日本             | 日本             | リーグ戦         | リーグ戦                   | JSL杯/ナビスコ杯 | JSL杯/ナビスコ杯  | 天皇杯           | 天皇杯           | 期間通算         | 期間通算         |
| ---------------- | ---------------- | ---------------- | ---------------- | ---------------- | -------------------------- | ---------------- | ----------------- | ---------------- | ---------------- | ---------------- | ---------------- |
| 1990-91          | 東芝             | 34               | JSL1部           | 3                | 0                          | -                | -                 | -                | -                | 3                | 0                |
| 1991-92          | 東芝             | 13               | JSL1部           | 12               | 2                          | 2                | 1                 |                  |                  |                  |                  |
| 1992             | 東芝             | 13               | 旧J1             | 18               | 4                          | -                | -                 | 1                | 0                | 19               | 4                |
| 1993             | 東芝             | 13               | 旧J1             | 16               | 7                          | -                | -                 | 2                | 0                | 18               | 7                |
| 1994             | 磐田             | -                | J                | 29               | 7                          | 4                | 0                 | 1                | 0                | 34               | 7                |
| 1995             | 磐田             | -                | J                | 38               | 3                          | -                | -                 | 2                | 2                | 40               | 5                |
| 1996             | 磐田             | -                | J                | 0                | 0                          | 0                | 0                 | 0                | 0                | 0                | 0                |
| 1997             | 磐田             | 19               | J                | 7                | 0                          | 2                | 0                 | 1                | 0                | 10               | 0                |
| 通算             | 日本             | 日本             | J                | 74               | 10                         | 6                | 0                 | 4                | 2                | 84               | 12               |
| 通算             | 日本             | 日本             | JSL1部           | 15               | 2                          | 2                | 1\|\|\|\|\|\|\|\| |                  |                  |                  |                  |
| 通算             | 日本             | 日本             | 旧JFL1部         | 34               | 11                         | -                | -                 | 3                | 0                | 37               | 11               |
| 総通算           | 総通算           | 総通算           | 総通算           | 123              | 23\|\|\|\|\|\|\|\|\|\|\|\| |                  |                   |                  |                  |                  |                  |

その他の公式戦
- 1991年
  - コニカカップ 1試合0得点

### 出場歴
- Jリーグ初出場：1994年3月12日 対鹿島アントラーズ戦（茨城県立カシマサッカースタジアム）
- Jリーグ初得点：1994年3月19日 対ヴェルディ川崎戦（国立競技場）
- JSL（1部）初出場：1991年3月17日 対古河電工戦（西が丘サッカー場）
- JSL（1部）初得点：1992年2月9日 対ヤマハ発動機戦（西が丘サッカー場）